# Orchard (Nebraska)
Orchard is een plaats (village) in de Amerikaanse staat Nebraska, en valt bestuurlijk gezien onder Antelope County.

## Demografie
Bij de volkstelling in 2000 werd het aantal inwoners vastgesteld op 391. In 2006 is het aantal inwoners door het United States Census Bureau geschat op 354, een daling van 37 (-9,5%).

## Geografie
Volgens het United States Census Bureau beslaat de plaats een oppervlakte van 1,1 km², geheel bestaande uit land. Orchard ligt op ongeveer 592 m boven zeeniveau.

## Plaatsen in de nabije omgeving
De onderstaande figuur toont nabijgelegen plaatsen in een straal van 24 km rond Orchard.